# Babadağ
Babadağ (türkisch für Vaterberg) ist eine Stadt im gleichnamigen Landkreis der türkischen Provinz Denizli und gleichzeitig ein Stadtbezirk der 2012 geschaffenen Büyükşehir belediyesi Denizli (Großstadtgemeinde/Metropolprovinz). Babadağ liegt etwa 33 km westlich des Zentrums von Denizli.
Mit 6438 Einwohnern war Babadağ Ende 2020 der drittkleinste Ilçe. Die Bevölkerungsdichte des Landkreises liegt mit 52 Einwohnern je Quadratkilometer unter dem Provinzdurchschnitt (86 Einwohner je km²).
Die Umgebung ist von geologischen Verwerfungen geprägt, die zu häufigen Erdrutschen führen. Im Stadtgebiet selbst war der Ortsteil Gündoğdu besonders gefährdet. Nachdem bereits erhebliche Gebäudeschäden festgestellt wurden, evakuierte man ihn im Jahre 2006. Davon war ein erheblicher Teil der Bevölkerung Babadağs (etwa 2000 Personen) betroffen, viele von ihnen wurden in die Provinzhauptstadt Denizli umgesiedelt.

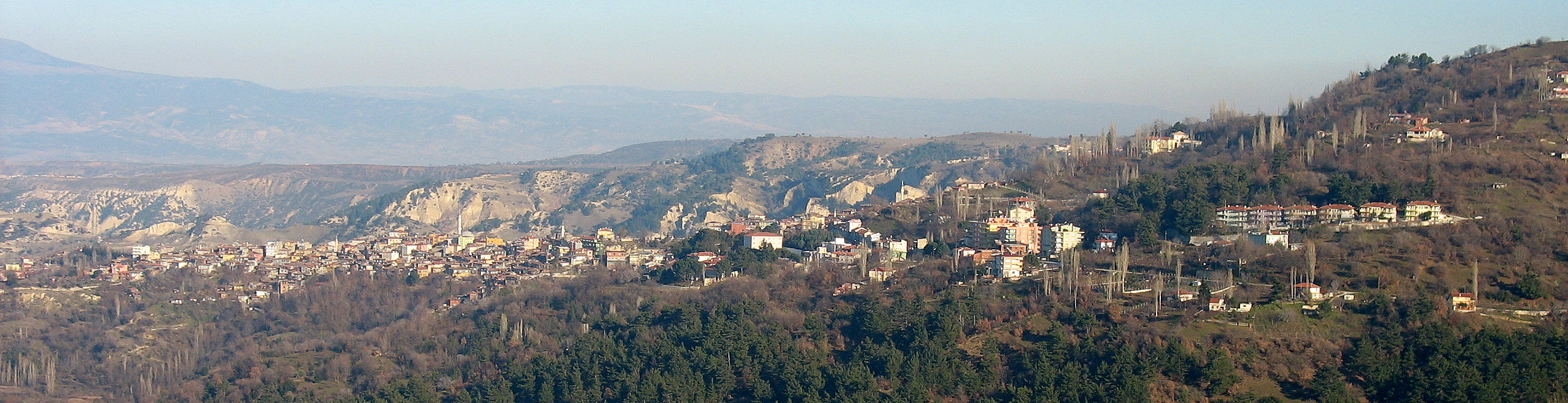
Blick auf die Stadt Babadağ

Der gleichnamige Babadağ ist ein etwa 2308 m hoher Berg. Er befindet sich wenige Kilometer südlich der Stadt Babadağ.
Auf den Bergen oberhalb von Babadağ – und von vielen Punkten der Stadt aus zu sehen – befindet sich ein großer Windpark. Er verläuft in etwa entlang der Grenze zwischen den Provinzen Denizli und Aydın. Der Windpark ist bekannt als Denizli Wind Power Plant und besteht aus 22 Windkraftanlagen mit einer Gesamtleistung von 74,8 MW. Das Projekt wurde von der Europäischen Bank für Wiederaufbau und Entwicklung kofinanziert. Die Anlage wurde von Siemens Gamesa errichtet und ging 2019/2020 ans Netz. Sie wird vom türkischen Konzern Akfen Renewable Energy als Teil der Akfen Holding betrieben.

## Persönlichkeiten

### Söhne und Töchter der Stadt
- Hacı Mehmet Zorlu (1919 in Babadağ, Denizli – 5. Juli 2005 in Istanbul), ursprünglich Weber, später Textilunternehmer, dann Gründer der Zorlu Holding, eines der größten Industriekonglomerate der Türkei.[8]
- Ahmet Nazif Zorlu (* 1944), Sohn von Mehmet Zorlu, (2021) Vorstandsvorsitzender der Zorlu Holding.[9]
- Zeki Zorlu (* 1939), Sohn von Mehmet Zorlu, (2021) Stellvertretender Vorstandsvorsitzender (Vice Chairman) der Zorlu Holding.[9]

## Bilder

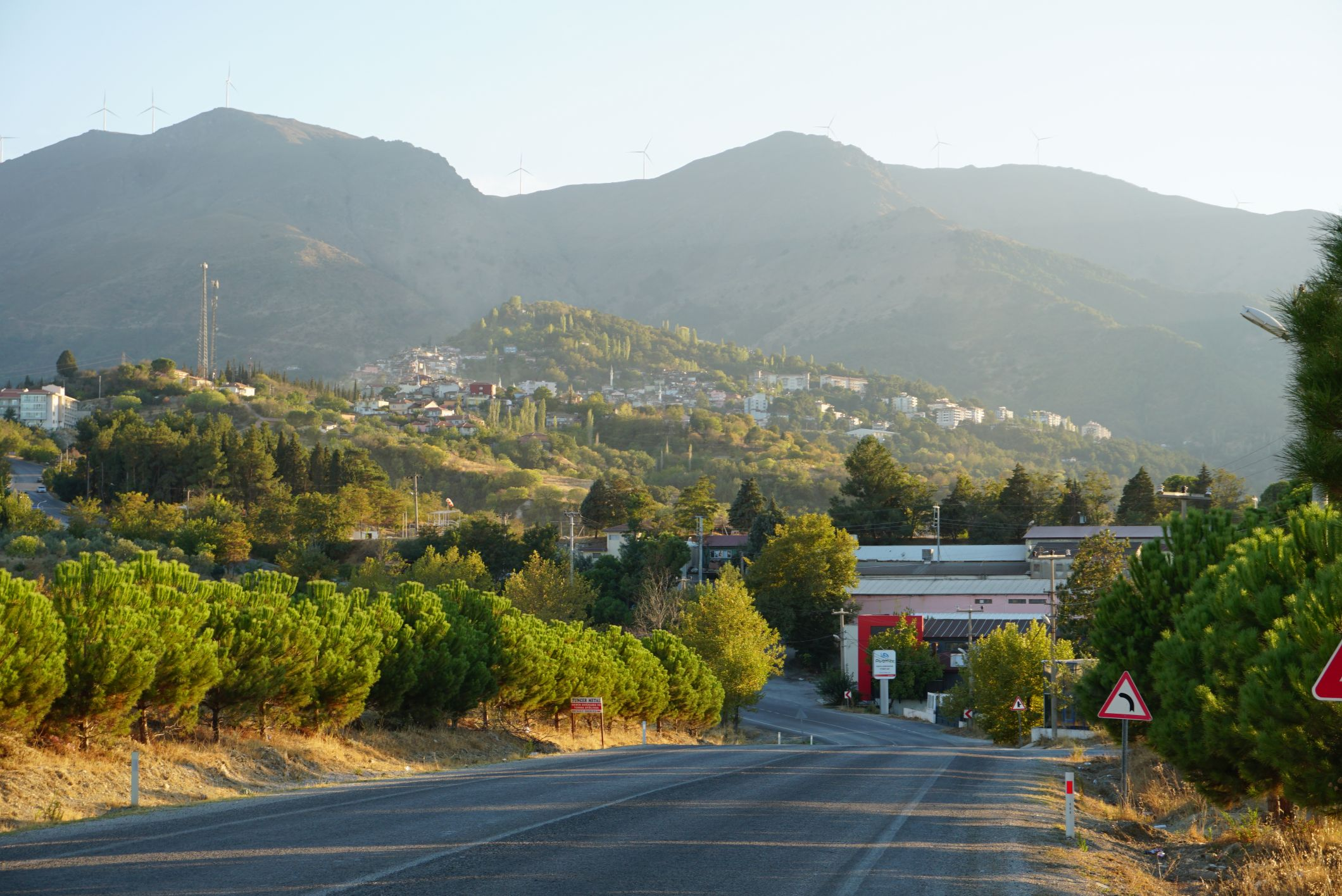
Babadağ von Norden her (vom Babadağ Sarayköy Yolu aus photographiert) im Jahre 2021. Auf den Bergen im Hintergrund kann man schwach die im Jahre 2020 ans Netz gegangenen Windenergieanlagen erkennen.
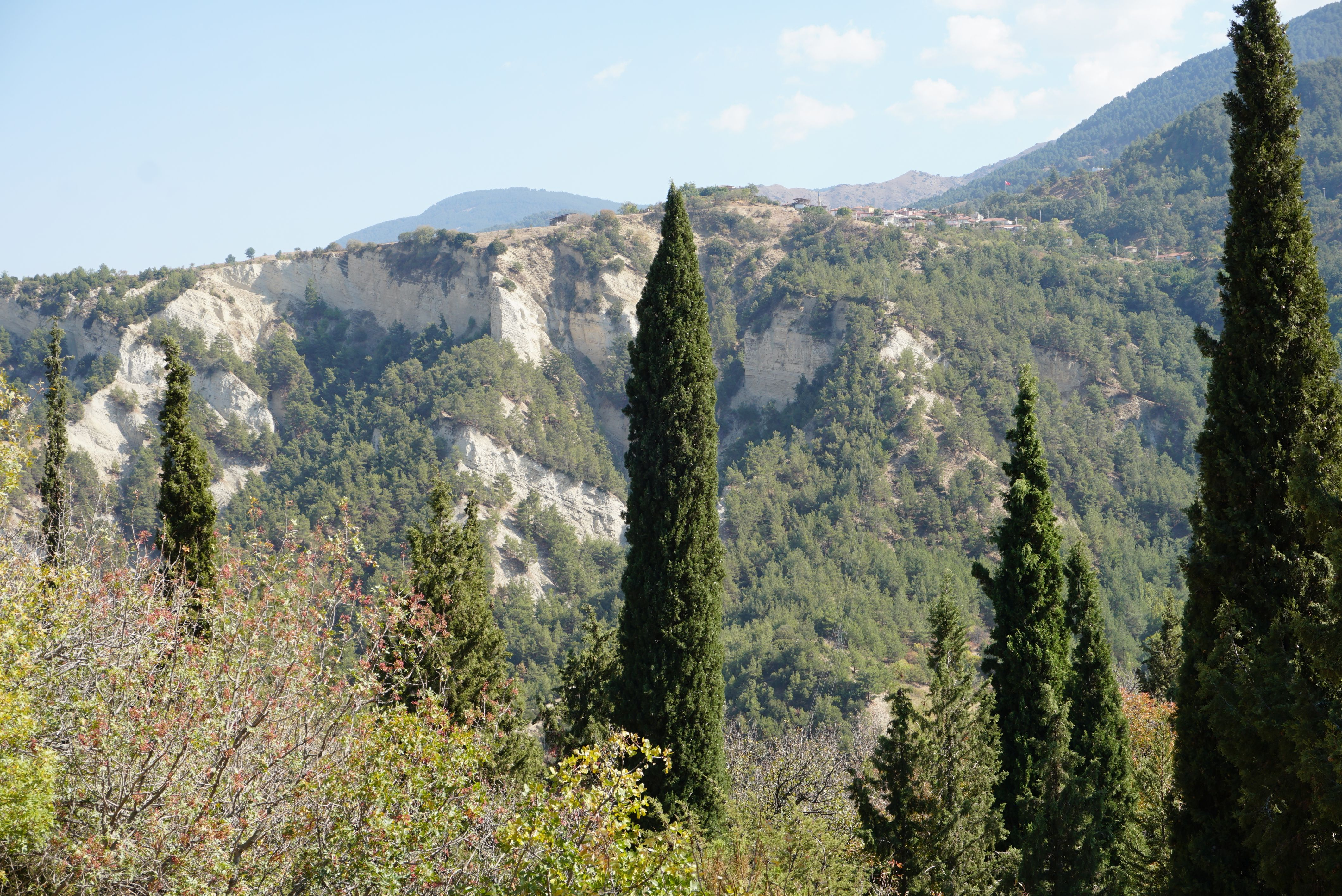
Schlucht im Norden von Babadağ, abgebildet ist der östliche Hang der Schlucht (vom Friedhof – am nördlichen Stadteingang gelegen – aus photographiert)
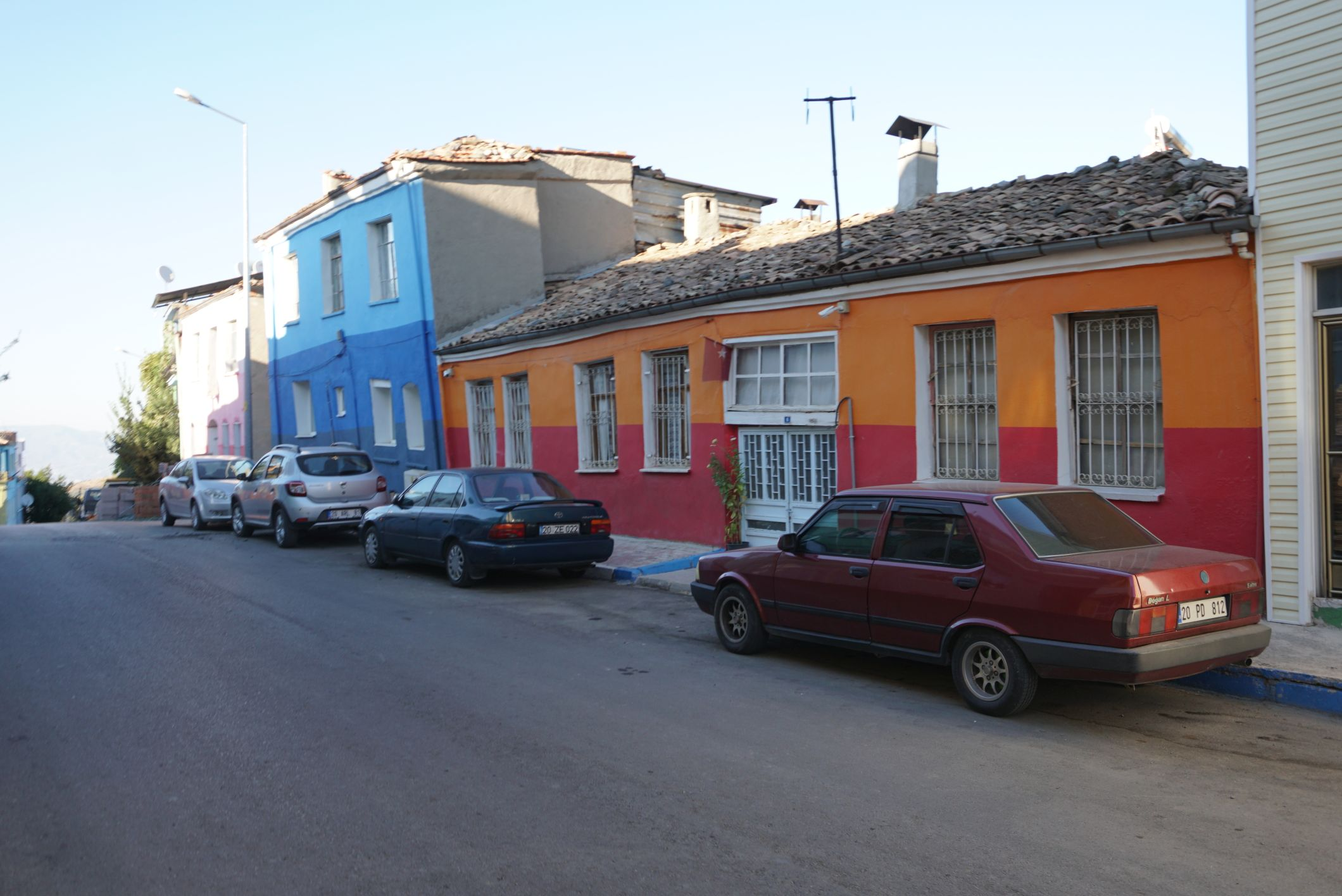
Häuser in der Mehmet Özer Cd. im nördlichen Zentrum der Stadt im Jahre 2021
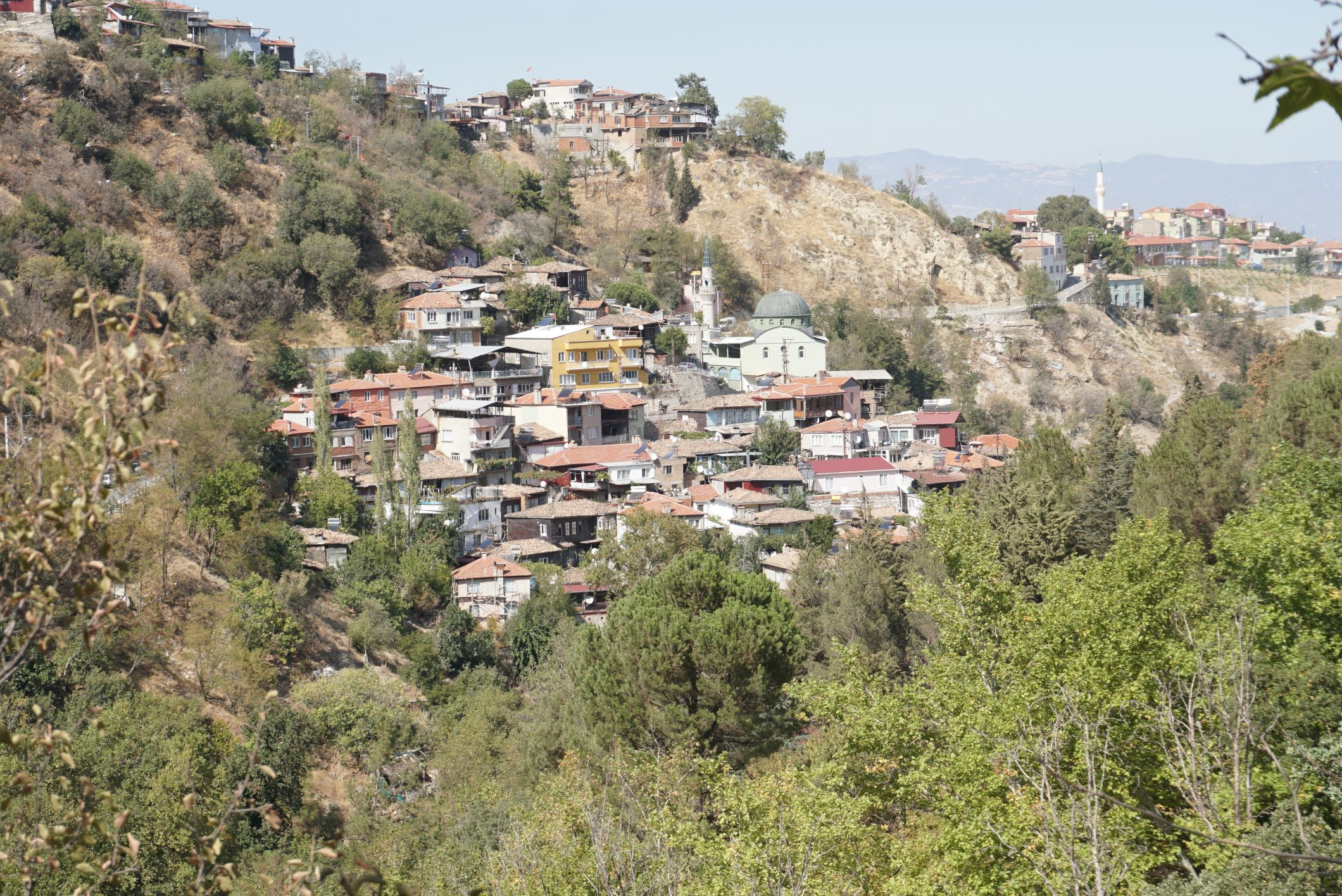
Stadtviertel an der Istiklal Cd. am südöstlichen Ende von Babadağ im Jahre 2021
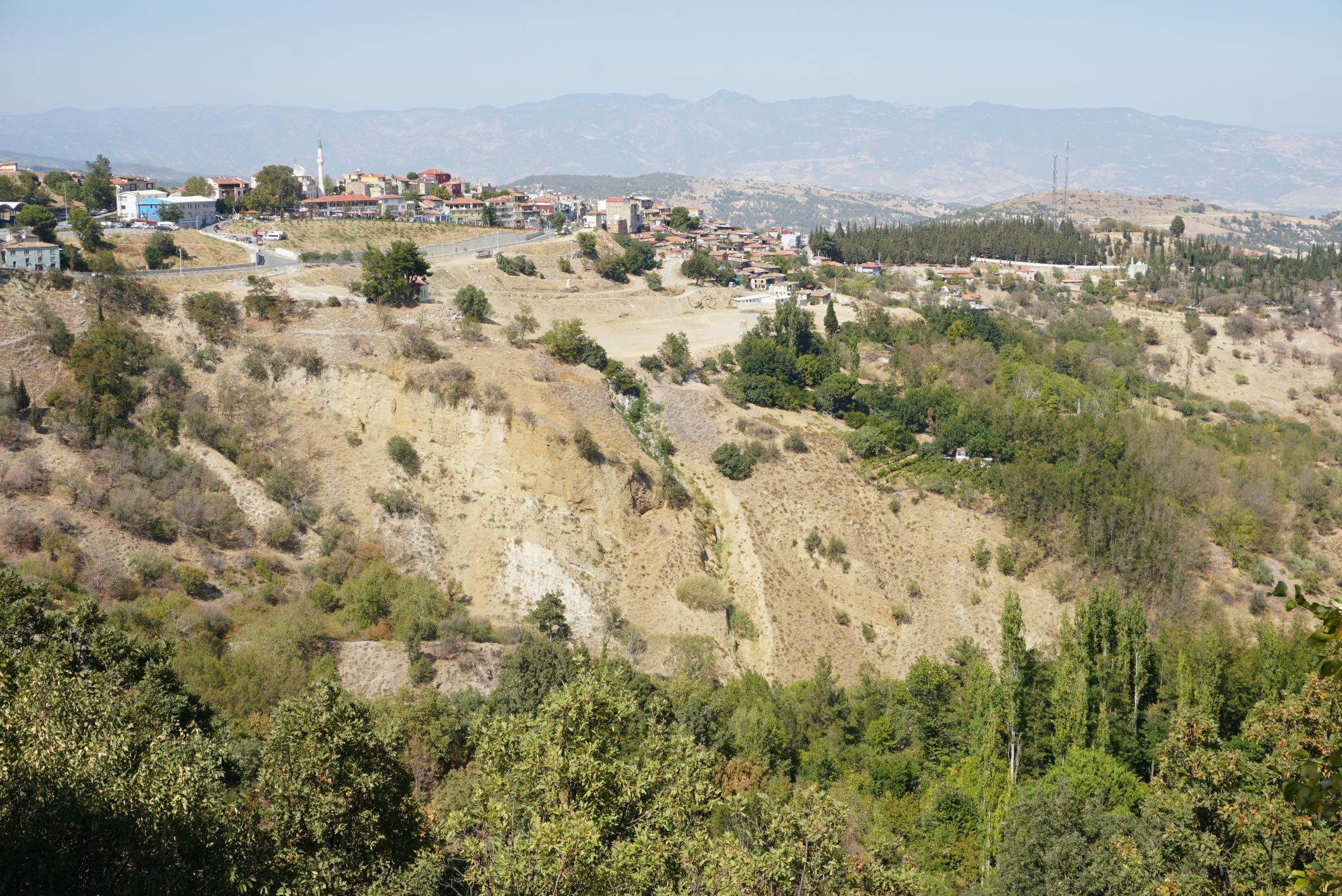
Der evakuierte Bereich im zentralen östlichen Bereich der Stadt im Jahre 2021
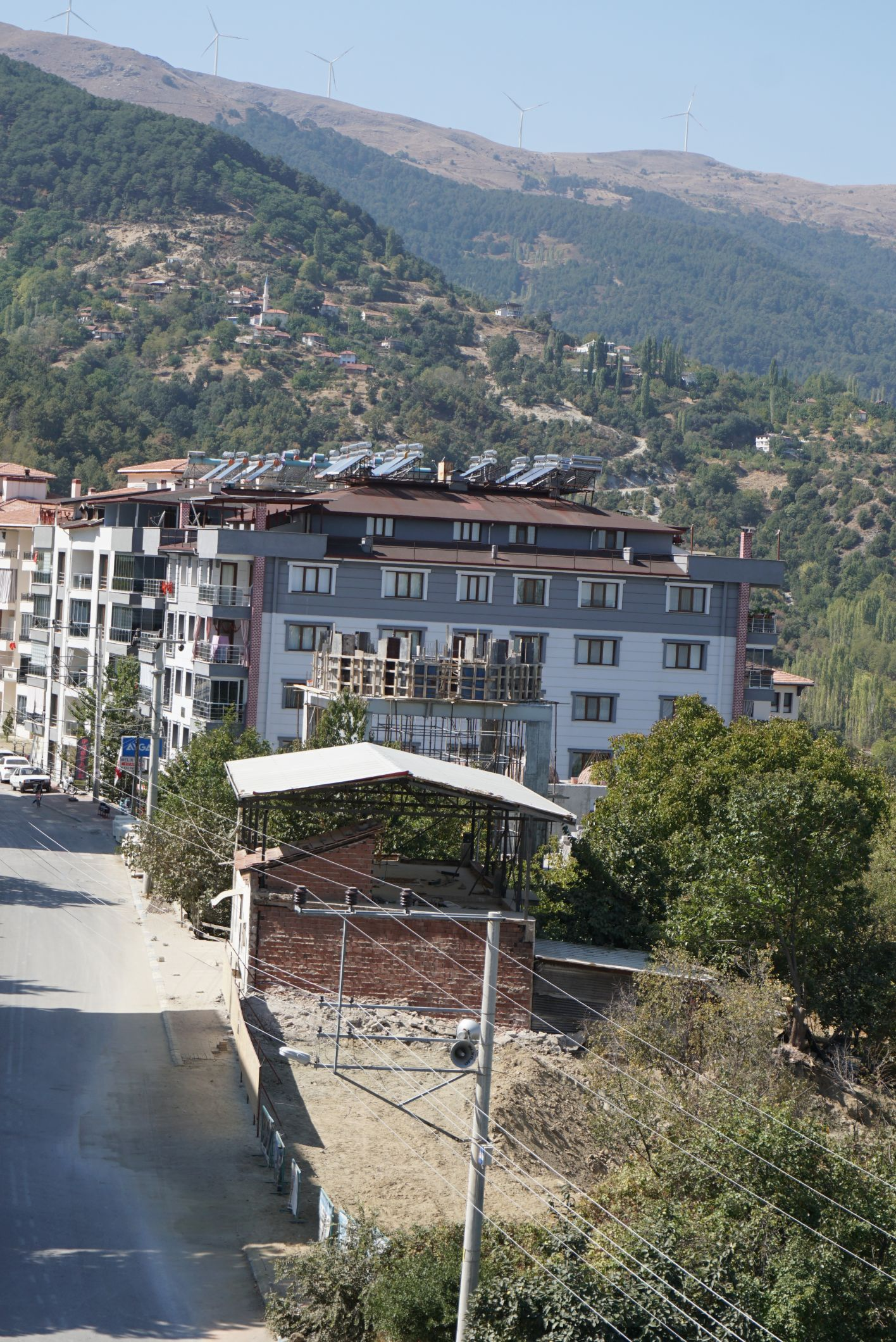
Neue Häuser an der Hacı Mehmet Zorlu Cd. im Südwesten der Stadt im Jahr 2021